# Hàng Gai (phường)
Hàng Gai là một phường của quận Hoàn Kiếm, thành phố Hà Nội, Việt Nam.

## Địa lý
Phường Hàng Gai có địa giới hành chính:
- Phía đông giáp phường Hàng Đào và Hàng Trống
- Phía tây giáp phường Cửa Đông
- Phía nam giáp các phường Hàng Bông và Hàng Trống
- Phía bắc giáp phường Hàng Bồ.

## Hành chính
Phường Hàng Gai bao gồm 10 đoạn phố và 1 ngõ nằm trong khu phố cổ Hà Nội.
1. Phố Hàng Bông (đoạn từ nhà số 2-64, 1-67) dài 932 mét nhưng chỉ có một đoạn đầu từ phố Hàng Gai đến ngã tư Hàng Bông - Đường Thành - Phủ Doãn là thuộc phường Hàng Gai.
2. Phố Hàng Chỉ (đoạn từ nhà số 2-22, 5-7), là đoạn phố ngắn (64 mét) nối Tô Tịch với Hàng Hòm. Trong phố này có một trường tiểu học mang tên anh hùng thiếu niên Nguyễn Bá Ngọc. Trước kia tại đây có một số nhà làm nghề xe chỉ, là đất thuộc thôn Tô Tịch, tổng Tiền Túc.
3. Phố Hàng Gai (đoạn từ nhà số 2-116, 5-119) dài 252 mét
4. Phố Hàng Hòm dài 120 mét, hiện là đường một chiều đối với xe ô tô
5. Phố Hàng Mành dài 152 mét, hiện là đường một chiều đối với xe ô tô (ngược chiều với phố Hàng Hòm)
6. Phố Hàng Nón dài 216m, chạy từ phố Hàng Quạt đến phố Đường Thành
7. Phố Hàng Quạt (đoạn từ nhà số 4-86, 1-61) dài 200 mét, chạy từ ngã ba cắt phố Lương Văn Can đến ngã ba Hàng Nón - Hàng Mành.
8. Phố Hàng Thiếc (đoạn từ nhà số 2-64, 3-73), thuộc thôn Yên Nội (giáp thôn Đông Thành) tổng Tiền Túc. Trước thời Pháp thuộc, phố này tập trung sản xuất và bán các loại đèn dầu, chân nến, lư hương, ấm, khay đựng chén, chóp nón, bình đựng chè bằng thiếc. Thời Pháp thuộc thì mở các hàng tôn lá, kẽm lá, sắt tây. Đoạn đầu Hàng Nón có thêm một số hàng cắt kính, gương.
9. Phố Tố Tịch vốn có tên cũ là phố Hàng Tiện (do có một số người làng Nhị Khê, huyện Thường Tín ra đây mở hàng sản xuất và bán gỗ tiện). Hiện phố này tập trung các hàng hoa quả dầm, khắc dấu (gỗ và cao su tổng hợp), giầy bảo hộ và giầy tập thể dục, thể thao. Tên Tô Tịch được nhiều người cắt nghĩa là chiếu trắng.
10. Phố Yên Thái dài 140 mét chạy từ phố Hàng Mành, cắt ngõ Tạm Thương đến phố Đường Thành.
11. Ngõ Tạm Thương, phố Hàng Bông. Nơi đây thời nhà Nguyễn có dựng một cái kho để chứa tạm thóc do dân nộp thuế. Trong ngõ có đình Yên Thái thờ nguyên phi Ỷ Lan (1044?–1117, vợ Lý Thánh Tông, mẹ Lý Nhân Tông)

## Lịch sử
Bản đồ Hà Nội năm 1886 chỉ ra rằng đất phường Hàng Gai hồi đó thuộc tổng Thuận Mỹ (tổng Tiền Túc ngày trước) và phường Hà Khẩu, tổng Tả Túc (tổng Phúc Lâm sau này) và tổng Hữu Túc (huyện Thọ Xương).
Nguyễn Vinh Phúc trong quyển "Phố và Đường Hà Nội" viết:
| “ | Hà Khẩu vốn nằm ở cửa sông Tô, nơi sông Tô thông ra sông Hồng nên mới có tên như vậy. (Vốn tên là Giang Khẩu, sau đó kiêng húy Trịnh Giang làm chúa từ năm 1729 đến năm 1740 phải đổi ra là Hà Khẩu). Nơi cửa sông này đã từng là một vị trí đóng quân của Lý Nam Đế; năm 545, để chống lại quân xâm lược nhà Lương, Nam Đế đã dựng thành lũy ở cửa sông Tô. Phường Hà Khẩu - Hàng Buồm này lại là quê ngoại của Hồng Hà nữ sĩ Đoàn Thị Điểm (1705-1748). (Đã có thời gian bà về dạy học ở đây.) | ” |

Phố Hàng Nón đầu thế kỷ 20
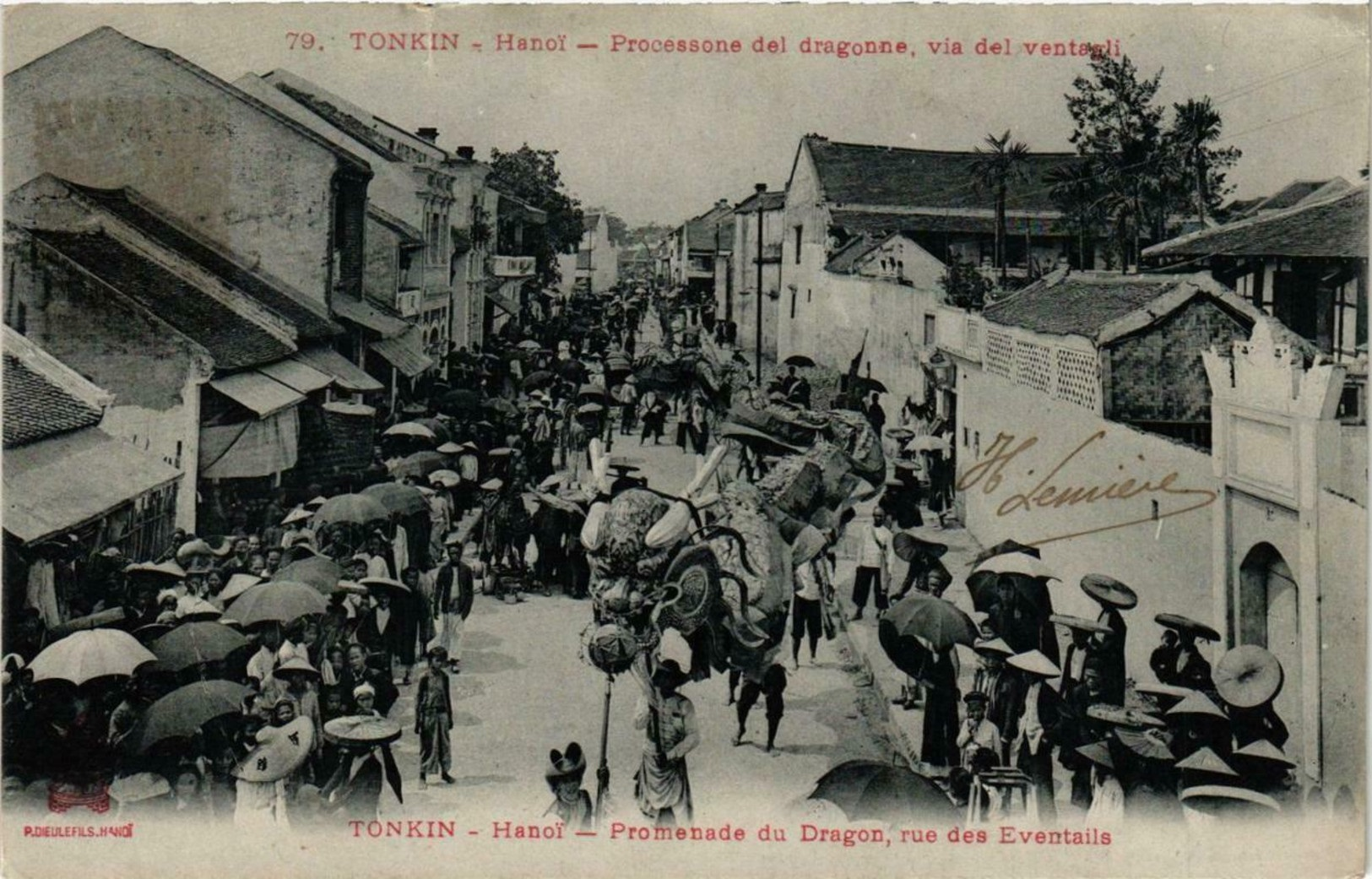
Phố Hàng Quạt, nơi có rạp Tonkinois từ năm 1921

## Giao thông
Do là một phường thuộc khu trung tâm Hà Nội nên đường phố phường Hàng Gai nói chung là chật hẹp. Hiện có xe buýt tuyến số 8, 9 và 14 hoạt động.